# Елмозеро
Е́лмозеро — озеро в Медвежьегорском районе Республики Карелия.

## Общие сведения
Котловина тектонического происхождения.
Озеро удлинённой формы, вытянуто с северо-запада на юго-восток. Берега возвышенные, в северо-западной и центральной части — скалистые высотой до 25 м, в юго-восточной — каменисто-песчаные, покрыты хвойным лесом. На озере 17 островов. Общая площадь островов 1,0 км².
Через озеро протекает река Елма. С востока в озеро втекает ручей, вытекающий из Сигозера. Высшая водная растительность представлена тростником и рдестами. Грунты представлены илом.
В озере обитают палия, ряпушка, сиг, щука, окунь, плотва, ёрш. В 1970-е годы проводились работы по зарыблению озера корюшкой.
Озеро замерзает в ноябре, вскрывается ото льда в мае.
В 1950-1960 гг. являлось верхотинным озером Надвоицкой сплавной конторы, по нему сплавлялось до 100 тысяч кубометров древесины в год, работал катер "Судак".